# Ennio Antonelli (bíboros)
Ennio Antonelli (Todi, 1936. november 18. –), nyugalmazot firenzei érsek, a Család Pápai Tanácsa nyugalmazott elnöke.

## Élete
Ennio Antonelli Assisiben, Rómában és Perugiában tanult katolikus teológiát, filozófiát és irodalmat. Rómában megszerezte a katolikus teológia tanításának jogosítványát, Perugiában irodalomból és filozófiából doktorált. 1960-ban Ilario Alcini érsektől vette át az papi rend szentségét. Ezután professzorként és régensként dolgozott a perugiai szemináriumban, valamint a művészettörténet előadójaként Assisiben.
II. János Pál pápa 1982-ben a Gubbiói egyházmegye püspökévé nevezte ki. Decio Lucio Grandoni, Orvieto-Todi püspöke szentelte püspökké; Társszentelő Santo Bartolomeo Quadri, Terni-Narni-Amelia akkori püspökeke és Antonio Fustella, Saluzzo püspöke volt. 1988-ban kinevezték Perugia–Città della Pieve érsekévé. 1995-ben lemondott erről a tisztéről, és az Olasz Püspöki Konferencia főtitkára lett.
2001. március 21-én II. János Pál pápa kinevezte Ennio Antonellit Firenze érsekévé, 2003. október 21-én pedig felvették a bíborosi kollégiumba, mint pap-bíboros, a címtemploma  a Sant’Andrea delle Fratte.
Antonelli résztvevője volt annak a 2005-ös konklávénak, amelyen XVI. Benedek pápát megválasztották. 2008. június 7-én kinevezték a Család Pápai Tanácsának elnökévé, Alfonso López Trujillo helyére. A pápa ugyanakkor felkérte, hogy a Firenzei főegyházmegyét apostoli kormányzóként vigye tovább, amit 2008. október 26-ig, Firenze új érseke, Giuseppe Betori hivatalba lépéséig meg is tett.
XVI. Benedek pápa 2012. június 26-án elfogadta életkora miatti lemondását a Család Pápai Tanácsa elnöki posztjáról. XVI. Benedek pápa lemondása után Antonelli bíboros részt vett azon a 2013-as konklávén, amelyen Ferenc pápát választották meg.

## Fordítás
Ez a szócikk részben vagy egészben  az   Ennio Antonelli című német Wikipédia-szócikk ezen változatának fordításán alapul.  Az eredeti cikk szerkesztőit annak laptörténete sorolja fel. Ez a jelzés csupán a megfogalmazás eredetét és a szerzői jogokat jelzi, nem szolgál a cikkben szereplő információk forrásmegjelöléseként.